# دوبلير (رواية)
دوبلير هي رواية ساخرة للروائي وكاتب السيناريو النرويجي إرلند لو.